# 영내기거 군인의 거주지 등록 사건
영내기거 군인의 거주지 등록 사건(2011.6.30. 2009헌마59 [기각])은 대한민국의 헌법재판소 판례이다.

## 사실관계
청구인은 강원 양구군 양구읍에서 현역병으로 근무한 사람인바, 위 근무 기간 중 부대가 소재한 강원 양구군 양구읍으로 주민등록을 옮겨 양구군의 주민이 됨과 동시에 양구군 주민으로서 누릴 수 있는 각종 혜택을 얻고자 했으나, 주민등록법 제6조 제2항에서 '영내에 기거하는 군인은 그가 속한 세대의 거주지에서 본인이나 세대주의 신고에 따라 등록하여야 한다"라고 규정하고 있어서 위 부대의 소재지로 주민등록을 이전할 수 없었다.
이에 청구인은 주민등록법 제6조 제2항이 청구인의 행복추구권, 평등권, 거주이전의 자유, 선거권 등을 침해하고 병역의무의 이행에 따른 불이익한 처우금지, 지방자치제도 등 헌법원칙에도 위반되어 위헌이라고 주장하면서 이 사건 헌법소원심판을 청구하였다.

## 주문
청구인의 심판청구를 기각한다.

## 이유

### 관련되는 기본권의 제한 유무

##### 거주, 이전의 자유
누구든지 주민등록 여부와 무관하게 거주지를 자유롭게 이전할 수 있으므로 주민등록 여부가 거주, 이전의 자유와 직접적인 관계가 있다고 보기도 어렵다. 거주 이전의 자유를 제한하지 않는다.

##### 선거권
영내 기거하는 현역병은 보다 밀접한 이해관계를 가지는 그가 속한 세대의 거주지 선거에서 선거권을 행사할 수 있다. 따라서 선거권을 제한하지 않는다.

##### 일반적 평등자유권
실제 생활하는 지역에서 주민등록이 되는 것은 행정법상의 제도로서 만들어진 결과일 뿐 거주하는 사람의 결단에 따른 행동과는 무관한 것이므로 이를 일반적 행동자유권의 내용으로 볼 수 없다.

##### 평등권의 침해 여부
공익근무요원, 영내에서 기거하지 않는 군 간부, 전투경찰순경, 일반 국민과의 비교할 때 현역병은 본질적으로 다른 집단이므로 차별 취급 여부를 논할 필요가 없다.

### 기타
병역의무 이행 중에 입는 불이익은 병역의무의 이행으로 인한 불이익에 해당하지 않고, 현역병은 지방자치단체의 주민으로서의 성격을 갖는다고 보기 어려우므로 지방자치제도를 침해하지 않는다.

## 참고 문헌
- 김상겸, 판례평석:현역병의 주민등록과 거주·이전의 자유 2009헌마59[깨진 링크(과거 내용 찾기)]
- 헌법재판소 판례 2011. 6. 30. 2009헌마59
- 정회철, 헌법 중요 판례 200, 2012.

## 같이 보기
- 주민등록제도